# 紫荊俠
紫荊俠，為一名身分不明的慈善家，活躍於香港，露面時總是作超級英雄打扮。。

## 紫荊俠誕生
2011年3月29日，紫荊俠在面書上誕生，由於財政司司長曾俊華宣佈向每名香港市民派發現金6,000港元，2011年5月紫荊俠遂開始行動，把她將會獲發的6,000港元，向失業人士派錢、派糧。紫荊俠出場時每每以低胸衣裝展示人前，穿上黑色的緊身上衣、皮靴、蒙面頭套配紫色眼罩，派錢濟貧，拯救窮人。6月10日，她受到邀請在中國大陸門戶網站騰訊開通微博，在短短24小時內，其微博“聽眾”數逾萬人。
2011年5月30日，紫荊俠現身位於佐敦渡船角文苑樓的香港社區發展網絡油尖旺食物銀行，向食物銀行贈送兩箱約60包即食麵，並且在場向每名長者派發100港元現金。

## 身份
紫荊俠身份神秘，根據《東周刊》報道，其洋名為Sofia，30多歲，自稱是商人，曾經於英國及美國留學，於香港為中產階層，月入約4萬港元。其真實身份引起香港各界追查，只知道陳細潔、莊思敏和徐美琪都不是紫荊俠的真身，她亦於其臉書專頁上親自否認自己是前全國人大委員長萬里的孫女萬寶寶。

## 以紫荊俠為題材的作品
- 《勁抽福祿壽》（高海寧飾）
- 《3D紫荊俠》（周秀娜飾）

## 香港市花
有人稱香港市花紫荆花只是張冠李戴，香港的市花實際上為洋紫荆，是一種在香港首先被發現，並且成功培育繁衍的亞熱帶花卉，是同科羊蹄甲屬植物，不屬於豆科的紫荊屬，紫荊跟洋紫荊實際上為兩種完全不同的植物。香港回歸前，《基本法》出於文字避諱將香港市花稱為「紫荆花」。